# Ionel Augustin
Ionel Augustin est un footballeur roumain né le 11 octobre 1955 à Bucarest. Il évoluait au poste d'attaquant.

## Biographie

### En club
Avec le Dinamo Bucarest, il remporte quatre championnats de Roumanie et trois Coupes de Roumanie.
Avec cette même équipe, il joue 15 matchs et inscrit 3 buts en Coupe d'Europe des clubs champions. Il atteint les demi-finales de cette compétition en 1984, en étant éliminé par le club anglais de Liverpool.

### En équipe nationale
International roumain, il reçoit 34 sélections pour 3 buts en équipe de Roumanie entre 1978 et 1986. 
Il joue son premier match en équipe nationale le 13 décembre 1978 contre la Grèce et son dernier le 17 mars 1986 contre l'Irak.
Il fait partie du groupe roumain lors de l'Euro 1984. Il dispute également deux matchs comptant pour les tours préliminaires des coupes du monde, lors des éditions 1982 et 1986.

## Carrière
- 1974-1985 :  Dinamo Bucarest
- 1976-1977 :  Jiul Petroșani (prêté par le Dinamo)
- 1986-1988 :  Victoria Bucarest
- 1988-1989 :  Rapid Bucarest
- 1989 :  Chimia Râmnicu Vâlcea
- 1989-1990 :  Unirea Slobozia

## Palmarès
Avec le Dinamo Bucarest :
- Champion de Roumanie en 1975, 1982, 1983 et 1984
- Vainqueur de la Coupe de Roumanie en 1982, 1984 et 1986